# Причал (фільм)
«Причал» — радянський художній фільм 1973 року, знятий режисером Вадимом Костроменком на Одеській кіностудії.

## Сюжет
Про бригаду докерів, які в складній обстановці випробовують суцільну технологічну лінію, створену за пропозицією їхнього товариша.

## У ролях
- Анатолій Салімоненко — Михайло Степанович Хомченко, бригадир бригади № 208
- Анна Твеленьова — Надя
- Віталій Безруков — Нефьодов
- Анатолій Соловйов — Іван Ковтун
- Олександр Чернов — Лютіков
- Костянтин Забєлін — Сімагін
- Світлана Кондратова — Люся
- Марія Виноградова — Поліна Матвіївна
- Віктор Чекмарьов — дядько Митя
- Гелена Івлієва — Тамара
- Борис Толмазов — Кузін
- Віктор Рождественський — начальник порту
- К. Акімов — епізод
- Олександр Безсонов — епізод
- Микола Буняков — епізод
- Валентин Кулик — докер
- Петро Капличенко — докер
- А. Кушнір — епізод
- В. Крохмалюк — епізод
- Іван Колесніченко — епізод
- А. Лябін — епізод
- Т. Міляєва — епізод
- Борис Молодан — бригадир
- Василь Перепльотчиков — епізод
- Віталій Расстальной — сусід по гуртожитку
- Аракел Семенов — Андрійко
- Олександр Стародуб — начальник дільниці
- Микола Тимунь — докер
- І. Чебан — епізод
- А. Чинов — докер
- Анатолій Скороход — Максимов, бригадир
- Микола Федорцов — Анатолій

## Знімальна група
- Режисер — Вадим Костроменко
- Сценарист — Леонід Браславський
- Оператор — Микола Ільчук
- Композитор — Віктор Власов
- Художник — Михайло Заєць